# Mohammed Ali Ayed
Moahmmed Ali Ayed Mutlaq Al Shammari (Dubai, 13 ottobre 1990) è un calciatore emiratino, difensore svincolato.

## Palmarès

### Club
- UAE Arabian Gulf Cup: 2

Al Ain: 2009-2010
Al Nasr: 2019-2020
- Coppa dei Campioni del Golfo: 1

Al Shabab: 2015
- UAE Super Cup: 1

Al Ain: 2012
- UAE Arabian Gulf League: 2

Al Ain: 2011-2012, 2012-2013